# Bénoué
Bénoué is een departement in Kameroen, gelegen in de regio Nord. De hoofdstad van het departement heet Garoua. De totale oppervlakte bedraagt 13 614 km². Er wonen 568 793 mensen in Bénoué.

## Districten
Bénoué is onderverdeeld in elf districten:
- Bashéo
- Bibemi
- Dembo
- Garoua (stad)
- Garoua (platteland)
- Gashiga
- Lagdo
- Mayo-Hourna
- Ngong
- Pitoa
- Touroua